# Johan Fischerström (militär)
Nils Johan Fischerström, född 15 september 1944 i Malmö Sankt Johannes församling i Malmöhus län, död 28 september 2016 i Tyresö församling i Stockholms län, var en svensk militär och handbollsspelare.

## Militär karriär
Fischerström avlade studentexamen i Stjärnhov 1965. Han avlade sjöofficersexamen 1968 och blev samma år fänrik i flottan. Åren 1968–1976 tjänstgjorde han på minsvepare och befordrades till löjtnant 1970 och kapten 1972. Han var adjutant hos chefen för marinen 1976–1978, gick Stabskursen vid Militärhögskolan 1978–1980 och befordrades till örlogskapten 1979. Åren 1980–1985 tjänstgjorde han i Operationsledningen i Försvarsstaben. År 1985 befordrades han till kommendörkapten. Han var stabschef vid 6. minröjningsavdelningen i Kustflottan 1986–1987, lärare och kurschef vid Militärhögskolan 1988–1990 och tjänstgjorde vid Vapen- respektive Beredskapsavdelningarna i Marinstaben 1991–1994. År 1994 befordrades han till kommendör och var försvarsattaché vid ambassaden i Canberra 1994–1997. Han var chef för 2. minkrigsavdelningen 1997–2000 och tjänstgjorde vid Administrativa avdelningen i Högkvarteret 2000–2001.
Johan Fischerström invaldes 1988 som ledamot av Kungliga Örlogsmannasällskapet.
Han var generalsekreterare för Sjövärnskårernas Riksförbund 2001–2009.

## Idrottslig karriär
Fischerström var högerhänt, men spelade ändå högersexa. Han var från början gymnast i Lidingö och även fotbollsmålvakt och började sent med handboll. Vid 25 års ålder (1969) värvades han från Lidingö till SoIK Hellas genom Göran Hård af Segerstads övertalning. I Hellas tog karriären fart och inom kort spelade Johan Fischerström i svenska landslaget. Åren 1969–1974 gjorde han 42 landskamper för Sverige. Han är Stor Grabb. Han representerade Sverige i OS 1972 samt i VM 1974. Åren 1973–1974 blev han årets handbollsspelare i Sverige. Han blev 1974 uttagen i världslaget, men detta år blev trots detta slutpunkten för hans handbollskarriär. Fischerström valde nämligen att satsa på sin karriär som sjöofficer.
Johan Fischerström är begravd på Tyresö begravningsplats.